# Billy Mitchell (calciatore)
Billy James Mitchell (Orpington, 7 aprile 2001) è un calciatore inglese, centrocampista del Millwall.

## Carriera
Cresciuto nel settore giovanile del Millwall, ha esordito in prima squadra il 5 maggio 2019 disputando l'incontro di Championship perso 1-0 contro il Wigan.

## Statistiche

### Presenze e reti nei club
Statistiche aggiornate al 16 febbraio 2022.
| Stagione        | Squadra         | Campionato      | Campionato | Campionato | Coppe nazionali | Coppe nazionali | Coppe nazionali | Coppe continentali | Coppe continentali | Coppe continentali | Altre coppe | Altre coppe | Altre coppe | Totale | Totale |
| Stagione        | Squadra         | Comp            | Pres       | Reti       | Comp            | Pres            | Reti            | Comp               | Pres               | Reti               | Comp        | Pres        | Reti        | Pres   | Reti   |
| --------------- | --------------- | --------------- | ---------- | ---------- | --------------- | --------------- | --------------- | ------------------ | ------------------ | ------------------ | ----------- | ----------- | ----------- | ------ | ------ |
| 2018-2019       | Millwall        | FLC             | 1          | 0          | FACup+CdL       | 0               | 0               |                    | -                  | -                  |             | -           | -           | 1      | 0      |
| 2019-2020       | Millwall        | FLC             | 7          | 0          | FACup+CdL       | 2+1             | 0               |                    | -                  | -                  |             | -           | -           | 10     | 0      |
| 2020-2021       | Millwall        | FLC             | 16         | 1          | FACup+CdL       | 0               | 0               |                    | -                  | -                  |             | -           | -           | 16     | 1      |
| 2021-2022       | Millwall        | FLC             | 28         | 0          | FACup+CdL       | 1+2             | 0               |                    | -                  | -                  |             | -           | -           | 31     | 0      |
| Totale carriera | Totale carriera | Totale carriera | 52         | 1          |                 | 6               | 0               |                    | -                  | -                  |             | -           | -           | 58     | 1      |